# 亞歷山大·科巴希澤
亞歷山大·科巴希澤（英語：Aleksandre Kobakhidze；1987年2月11日—）是一位喬治亞足球運動員，在場上司職翼鋒。他現在效力於沃倫盧茨克足球俱樂部。他也是喬治亞國家足球隊的一員。